# Den Blinde Argus
Den Blinde Argus var en svensk unglitterär tidskrift kom ut med 50 nummer mellan åren 1985 och 1995. Tidskriften fortsatte i nätversion under namnet Argus Area som en kulturblogg (från 1996).  Tidskriften startades av Kulturföreningen Argus i Vimmerby av Thomas C Ericsson, Bengt Wedding och Micce Rylander. Tidskriften flyttade sedan sin redaktion till Linköping och Stockholm. Redaktörer var bland andra Claes Djurberg, Ola Lindvall, Andreas Björsten, Helena Looft, John-Peter Gister, Maria Nyström, Petter Lindgren, Charlotta Cederlöf, Jan Hjalmarsson och Anders K Johansson. 
Bokförlaget Megafon ingår också i "Arguskoncernen" och har genom åren givit ut ett dussin titlar. Ett urval av dessa är Lukas Moodyssons Någon har kidnappat golvet under dina fötter (volym 2) (2014), Peter Lindforss Det finns mer (2014), Roger Skjölds Det öde huset (2015), Jonas Berghs Jag letar efter halsband (2016), Thomas C Ericssons Bokstäverna (2016), Jan Hjalmarssons och Ola Lindvalls Dubbelhaka (2017), Thomas C Ericssons treackordsdikter (2018), Tesfit Pawlos (roman på tigrinska, 2018), Andreas Björsten Som det började och fortsatte - samlade dikter 1981-2019, Jan Hjalmarssons och Ola Lindvalls Bänkrader (2021).